# Gern (Eggenfelden)
Gern ([ɡɛʁn] ⓘ) ist ein Gemeindeteil der Stadt Eggenfelden im niederbayerischen Landkreis Rottal-Inn. Bis zum 31. Dezember 1971 gehörte das Pfarrdorf zu der eigenständigen Gemeinde Gern I. Gern gilt als gut erhaltenes Beispiel einer altbayrischen Hofmark.

## Geschichte
Castrum Geren ist erstmals am 19. April 1260 belegt, bereits am 10. Juni 1290 wird in Geren ein herzoglicher Richter erwähnt. Die ersten Inhaber der Herrschaft waren die Edelfreien von Geren, auf welche die Edelfreien von Luppburg folgten. Chunrad de Lukpurch verkaufte vor dem 19. April 1260 die Herrschaft an Herzog Heinrich I. von Niederbayern. Von da an waren die Wittelsbacher vermutlich immer Obereigentümer der Herrschaft.
Bereits am 26. Dezember 1315 ist ein Alban Klosner zu Gern beurkundet. Unter dem Adelsgeschlecht der Closen sank die Herrschaft bald zur Hofmark herab. Die geschlossene Hofmark Gern blieb durch die Jahrhunderte hindurch im Besitz der Closen. Die Burg auf dem heutigen Kellerberg wurde im Dreißigjährigen Krieg durch die Schweden schwer mitgenommen und im Österreichischen Erbfolgekrieg nach 1742 völlig zerstört. Inzwischen war im Schlosspark um 1723 eine repräsentative Barockanlage entstanden, die dem Brand vom 12. November 1921 zum Opfer fiel, bei dem auch eine wertvolle Uhrensammlung und ein wohlgeordnetes Adelsarchiv vernichtet wurden. Nach dem Aussterben des Closenschen Geschlechtes mit Karl Freiherrn von Closen 1856 ging der Besitz an dessen Neffen Hektor Freiherrn von Günderrode über.
Infolge der Instruktion vom 13. Mai 1808 wurde der Steuerdistrikt Gern als einer von 41 Steuerdistrikten des Landgerichtes Eggenfelden gebildet. Bei der Gemeindebildung 1818 entstanden die patrimonialgerichtische Gemeinde Gern I und die landgerichtische Gemeinde Gern II. Die Gemeinde Gern II wurde am 1. Januar 1946 aufgelöst und in Gern I sowie Hebertsfelden eingegliedert, am 29. Dezember 1947 aber wiederhergestellt. Im Zuge der Gebietsreform in Bayern gelangten Gern I und ein Teil von Gern II am 1. Januar 1972 zur Stadt Eggenfelden, der andere Teil von Gern II wurde der Gemeinde Hebertsfelden angeschlossen.
Die Hofmark-Anlage ist heute noch durch das Hofmark-Ensemble erlebbar. Das Hofmark-Dorf ist der Schlossökonomie westlich vorgelagert und war ursprünglich von ihr durch einen Graben getrennt. Heute ist noch der angerartige Dorfplatz sichtbar.

## Sehenswürdigkeiten
- Schlosskirche St. Georg, die Pfarrkirche der Pfarrei Gern
- Schloss Gern
- Gasthof Oberer Wirt
- Kirche St. Sebastian
- Schlosspark Gern mit der Freilichtbühne Theatron

## Bildung und Erziehung
Im Ort befindet sich der Kindergarten Gern.

## Vereine
- Altenclub Gern
- Fraternität Gern
- Freiwillige Feuerwehr Hofmark Gern
- Kolping Gern
- VdK-Ortsverband Gern